# Página Dos
Página Dos és un programa de televisió d'Espanya, emès per Televisió Espanyola en la seva cadena La 2. Està especialitzat en literatura. Dirigit i presentat pel periodista Óscar López, va començar la seva emissió el 4 de novembre de 2007 amb una entrevista a l'escriptor Carlos Ruiz Zafón. Des de llavors, han passat per aquest espai literari escriptors com els Premis Nobel de literatura, José Saramago, Orhan Pamuk, Svetlana Aleksiévitx i Mario Vargas Llosa També autors de renom internacional com Paul Auster, Ana María Matute, Karl Ove Knausgård, Javier Marías, Isabel Allende, Ken Follett, Margaret Atwood, António Lobo Antunes, Eduardo Mendoza, Siri Hustvedt, Arturo Pérez-Reverte Gutiérrez, Almudena Grandes Hernández, Enrique Vila-Matas, Ian McEwan o Åsa Larsson. També ha donat veu a nous talents que amb el temps han consolidat la seva carrera literària, com a Dolores Redondo Meira, Antonio Orejudo, Jordi Soler, Camilla Läckberg o Juan Gabriel Vásquez.

## Història i seccions
Inicialment s'emetia els diumenges a la nit amb el nom de Página 2 (amb número). El 2012 va canviar el seu nom per Página Dos (amb lletres). El 2015 i amb l'excusa de l'emissió del seu programa número 300 va passar a emetre's els dissabtes, estrenant algunes seccions. Des de 2016 s'incorpora a la franja cultural del canal emetent-se al costat de La Mitad invisible els dimarts a la nit.
Una de les seccions del programa entrevista a personatges de diversos àmbits professionals i se'ls pregunta pels seus hàbits literaris. Per aquesta secció han passat actors com Tim Robbins, Maribel Verdú, Aitana Sánchez-Gijón o Imanol Arias; esportistes com Gemma Mengual, Andoni Zubizarreta i Pedro Martínez de la Rosa; artistes com Manolo Valdés i Javier Mariscal; músics com Joaquín Sabina o Santiago Auserón; periodistes com Iñaki Gabilondo, Julia Otero i Montserrat Domínguez, entre d'altres. Destaca també una secció on Desirée de Fez fa crítica de cinema d'adaptacions d'obres literàries.
En no tractar-se d'un programa enregistrat en plató, s'han realitzat edicions del mateix en espais com a biblioteques, llibreries i en ciutats com Nova York, Sant Petersburg, Buenos Aires, Londres, Viena, París, Reykjavík, Roma i el Cercle Polar Àrtic.

## Premis i reconeixements
- Premi Nacional de Foment de la Lectura 2012 atorgat pel Ministeri de Cultura
- Premi Atlántida
- Premi Clarín d'Oviedo
- Premi de la Fira del Llibre de Sevilla
- Premi de Foment de la lectura de la Federació de Gremis d'Editors d'Espanya.[12]